# Sèrie 213 de FGC
La sèrie 213 de Ferrocarrils de la Generalitat de Catalunya (FGC) està formada per 42 unitats de tren (UT) elèctriques, construïdes entre els anys 1998 i 2009, que circulen a la línia Llobregat-Anoia. Des de l'any 2009, es l'única sèrie de material rodant per transport de viatgers que hi presta servei. Les UT estan formades per tres cotxes, dos de motrius als extrems i un de remolcat al mig, el qual disposa d'una porta amb accessibilitat universal.

## Història

### Contractació i fabricació

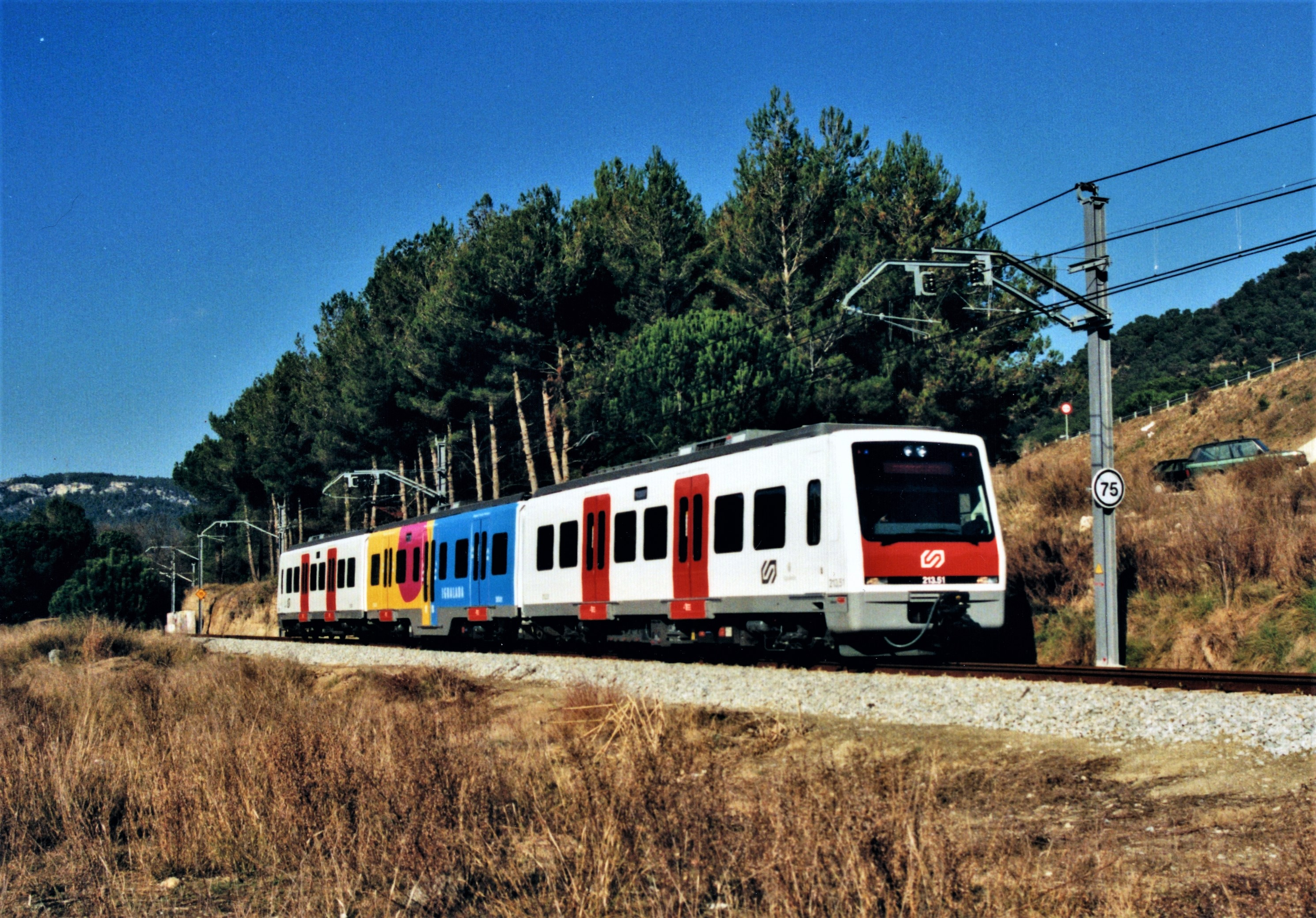
La UT 213.01 durant la inauguració dels nous trens i de l'electrificació de la línia d'Igualada el 31 de gener de 1999.

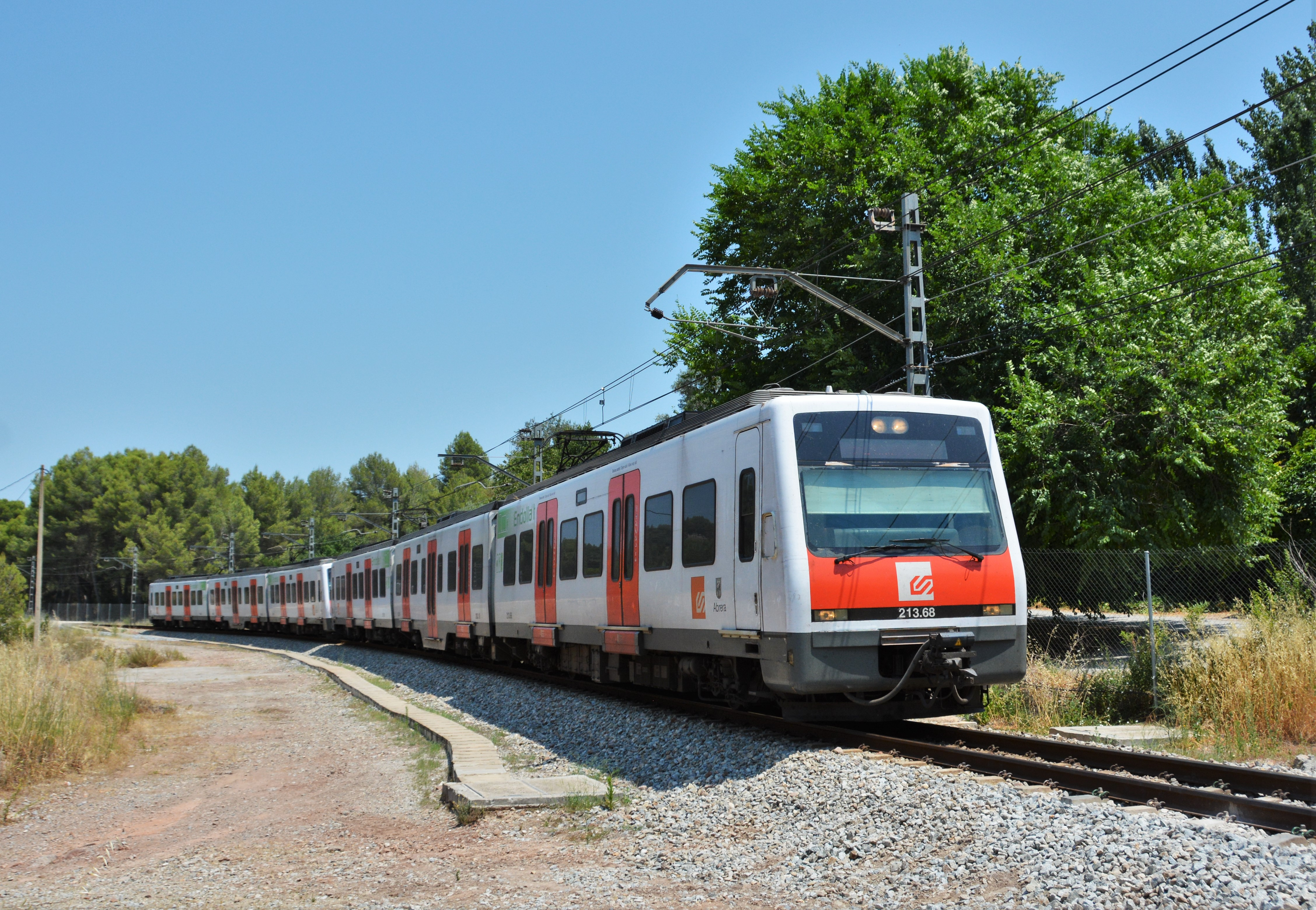
Les UT 213.18 i 213.08 realitzant el tren N430 de Manresa a Barcelona, arribant a l'estació de Monistrol de Montserrat, l'any 2017.

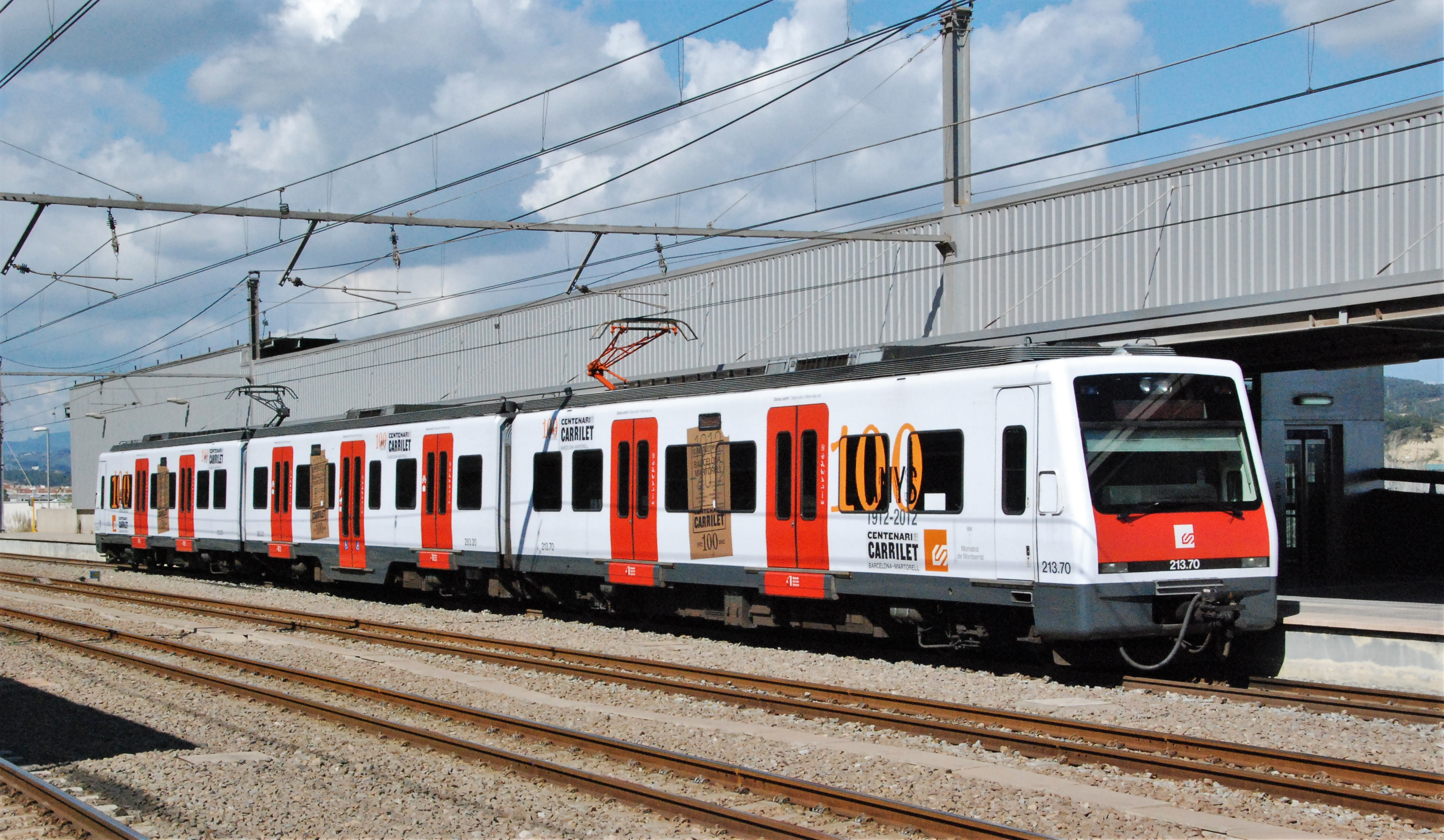
La UT 213.20 a l'estació de Quatre Camins l'any 2013, amb publicitat del centenari de la línia entre Barcelona i Martorell.

A mitjan anys noranta del segle xx, FGC disposava de 25 unitats de tren (UT) per realitzar els serveis de viatgers de la línia Llobregat-Anoia, de les quals quinze eren dels anys seixanta o anteriors (sèries 3000, 5000 i 8000, i deu dels anys vuitanta (sèrie 211)). A més, la línia de Martorell a Igualada encara no estava electrificada, i el servei es feia amb les cinc UT dièsel de la sèrie 3000.
El projecte de transformació de la xarxa ferroviària heretada de la Companyia General dels Ferrocarrils Catalans en el Metro del Baix Llobregat, després de la posada en marxa del Metro del Vallès el 24 de juny de 1996, comprenia l'electrificació del ramal de Martorell a Igualada i un augment considerable de les freqüències de pas dels trens. Per aquest motiu es va decidir adquirir noves unitats de tren. Després del concurs públic, es va adjudicar la fabricació dels combois a les empreses MTM, Meinfesa (totes dues absorbides per Alstom i posteriorment integrades a la seva estructura), CAF i ADtranz (absorbida per Bombardier des de l'any 2000). Aquests nous trens eren l'adaptació a la xarxa de via mètrica de les UT que poc abans va adquirir FGC per la línia Barcelona-Vallès, de la sèrie 112, en servei des del 1995.
Les UT de la sèrie 213 es van adquirir en tres lots successius, cadascun per cobrir necessitats diferents:
- El contracte pel primer lot, format per 20 UT (213.01 a 231.20), es va signar el 19 de desembre de 1995. Aquests vint primers trens es van adquirir per substituir el material rodant més antic i ja obsolet (sèries 3000, 5000 i 8000), així com per oferir el servei amb tracció elèctrica a la línia de Martorell a Igualada i augmentar la freqüència de trens, tot substituint els trens llançadora entre Martorell, Manresa i Igualada per trens directes des de Barcelona. Es varen posar en servei entre els anys 1998 i 1999.[1]
- El contracte del segon lot, format per 13 UT (231.21 a 213.33), es va signar l'1 d'octubre de 2003. Es van adquirir per augmentar la freqüència de pas un cop hagués acabat l'obra de desdoblament de la via entre Sant Boi de Llobregat i Olesa de Montserrat. Varen entrar en servei entre els anys 2005 i 2006.[2]
- El contracte del tercer lot, format per nou UT (213.34 a 213.42), es va signar l'octubre de 2006. Aquestes nou últimes UT anaven destinades a substituir les deu UT de la sèrie 211, que FGC va donar de baixa prematurament. Es van posar en servei al llarg de l'any 2009.[1]

### Serveis
Les primeres UT de la sèrie es van posar en servei comercial l'1 de febrer de 1999, coincidint amb la inauguració de l'electrificació de la línia de Martorell a Igualada. Les primeres sis UT disponibles s'utilitzaren inicialment només en els serveis semidirectes entre Barcelona, Manresa i Igualada, aprofitant els seus acoblaments automàtics per fer trens comuns cap a aquestes destinacions entre Barcelona-Plaça d'Espanya i Martorell-Enllaç. Durant uns mesos varen conviure amb les UT de les sèries 5000 i 211. A mesura que anaven entrant en servei més UT del primer lot, varen començar a fer altres serveis de la línia, rellevant definitivament a les de la sèrie 5000 el novembre de 1999, amb la recepció de la darrera UT 213 d'aquest lot. Des de llavors, les UT 213 realitzaren tots els trens de rodalia de les línies de Manresa i Igualada i, conjuntament amb les UT de la sèrie 211, els trens suburbans fins a Moli Nou, Sant Andreu de la Barca, Martorell Enllaç i Olesa de Montserrat.
Amb la posada en servei de les UT del segon lot (set l'any 2005 i les restants sis l'any 2006), i l'arribada de la doble via fins a Martorell es van incrementar les freqüències de trens, especialment als serveis suburbans. A partir del 2006, les UT de la sèrie 211 ja començaven a veure reduïts els seus serveis, i normalment circulaven només els dies feiners.
Posteriorment van continuar les obres de millora d'infraestructures, es va completar la doble via contínua entre Barcelona i Olesa de Montserrat, i es va executat el perllongament de vies d'apartat a diverses estacions dels trams de via única i construcció de noves a les estacions de Capellades i Vilanova del Camí, per augmentar la capacitat de trens. D'aquesta manera, el 2008 es van posar en servei els anomentats Metros Comarcals, amb freqüències d'un tren cada 20 minuts a les hores punta entre Barcelona, Manresa i Igualada. L'arribada de les nou unitats de tren del tercer lot el 2009 va suposar la retirada del servei definitiva de les deu UT de la 211. Des de llavors, les 42 UT de la sèrie 213 es van fer càrrec de la totalitat dels trens de viatgers de la línia.
Tot i que la majoria de trens circulen amb una sola UT, és freqüent l'ús de composicions dobles amb dues UT, per doblar la capacitat. Això es fa en determinats trens de l'hora punta del matí en sentit Barcelona, i als trens de la línia R5 entre Barcelona, Manresa i tornada, per tal de respondre a la gran demanda de turistes que visiten Montserrat i que viatgen amb aquests trens fins al baixador d'Aeri de Montserrat i l'estació de Monistrol de Montserrat, que enllaça amb el Cremallera de Montserrat.
El 2019, cada UT 213 recorria una mitjana de 124.000 quilòmetres anuals, Alguns trens del primer lot ja van assolir els 2,8 milions de quilòmetres recorreguts des de la seva fabricació (1,8 milions de quilòmetres les UT del segon lot, i 1,3 les del tercer lot).
El novembre de 2019 la primera UT (213.07) va assolir els tres milions de quilòmetres recorreguts.

## Descripció tècnica

### Quadre de característiques
| Característica                  | unitat | Cotxe M1          | Cotxe Ri          | Cotxe M2          |
| ------------------------------- | ------ | ----------------- | ----------------- | ----------------- |
| Anys construcció                |        | 1998-2009         | 1998-2009         | 1998-2009         |
| Quantitat                       |        | 42                | 42                | 42                |
| Rodatge                         |        | Bo'Bo'            | 2'2'              | Bo'Bo'            |
| Potència en règim continu       | kW     | 1.440             | 1.440             | 1.440             |
| Esforç de tracció a l'arrencada | kN     | 210               | 210               | 210               |
| Velocitat màxima                | km/h   | 90                | 90                | 90                |
| Sistemes de seguretat           |        | FAP               | FAP               | FAP               |
| Comandament múltiple            |        | 2 unitats de tren | 2 unitats de tren | 2 unitats de tren |
| Longitud unitat de tren         | mm     | 51.980            | 51.980            | 51.980            |
| Longitud de les caixes          | mm     | 16.323            | 16.196            | 16.323            |
| Tara unitat de tren             | kg     | 101.900           | 101.900           | 101.900           |
| Pes màxim unitat de tren        | kg     | 135.300           | 135.300           | 135.300           |
| Tara de cada cotxe              | kg     | 36.200            | 28.700            | 37.000            |
| Pes màxim per eix               | T      | 11,5              | 10,6              | 11,7              |
| Places assegudes                |        | 48                | 36                | 44                |
| Places dempeus                  |        | 94                | 151               | 94                |

### Part mecànica
Les UT de la sèrie 213 estan formades per tres cotxes: un motriu al costat Manresa/Igualada, anomenat cotxe M1; un altre cotxe motriu idèntic al costat Barcelona, anomenat M2; i un cotxe remolc intermedi entre els dos motrius, anomenat Ri.
- El cotxe M1 disposa de dos bogis motrius, els equipaments elèctrics de potència i control, un compressor d'aire, una cabina de conducció, dues portes automàtiques d'accés a cada costat, un pantògraf i 48 seients.
- El cotxe Ri disposa de dos bogis remolcats, les bateries del tren, tres portes automàtiques d'accés a cada costat i 36 seients, dels quals 20 abatibles.
- El cotxe M2 és idèntic a l'M1 però, a més, disposa d'un WC de buit, motiu pel qual només te 44 seients.

Les caixes dels cotxes, d'estructura autoportant, estan construïdes amb perfils extruïts d'aliatges lleugers d'alumini. El frontal de les UT és una peça modelada de polièster, encolada sobre l'estructura. No disposen de cap element d'absorció de xocs. La caixa de cada vehicle es recolza sobre dos bogis de dos eixos. Al sostre hi ha els equipaments de climatització i, a més, als cotxes motrius les resistències de fre i un pantògraf. Sota el pis de les caixes dels cotxes motrius pengen els diferents equipaments tècnics: disjuntors, onduladors de tracció, convertidors de serveis auxiliars, compressors i dipòsits d'aire comprimit; sota el dels cotxes remolcs només hi ha el convertidor de serveis auxiliars i les bateries de la UT. Les portes pels viatgers son d'accionament elèctric, i disposen d'un estrep abatible exterior, d'accionament pneumàtic, per tal de facilitar l'accés al tren des de les andanes de les estacions. La part central del cotxe Ri està rebaixada respecte al terra de la resta del tren, per tal d'oferir un petit espai accessible sense estreps; per aquest motiu, les seves portes són de major alçada que la resta.
El terra interior és de fusta ignífuga recoberta amb PVC, i les parets i el sostre estan fets amb grans panells de polièster de color crema. L'enllumenat es fa mitjançant tubs fluorescents, que estan sent canviats per tubs equipats amb LEDs. Al sostre hi ha les canalitzacions del sistema de climatització, capaç de subministrar aire fred i calent o ventilació. A més, en els muntants de les portes d'accés hi ha calefactors complementaris. En estar equipades amb climatització, les finestres no es poden obrir; originalment estaven equipades amb estors, que es van desmuntar posteriorment i van ser substituïts per vidres laminats reflectors de la llum solar. La major part dels seients estan disposats en grups de quatre, tot i que també n'hi ha de transversals als cotxes motrius pel costat del Ri. En el cotxe intermedi, s'hi troben 20 seients abatibles: sis a cada extrem (dels quals tres amb suports per penjar bicicletes), i altres vuit a la plataforma central.
Les UT estan equipades amb un sistema d'informació interior i exterior automàtic, amb panells lluminosos i altaveus, que anuncien les parades i missatges pre-gravats o de viva veu que poden ser emesos tant pel maquinista com pel centre de comandament. També disposen d'un sistema de videovigilància interior amb gravació d'imatges (que es poden visualitzar a les cabines de conducció), que es va complementar amb càmeres de gravació del recorregut a les testeres a partir del 2015.
Les dues cabines de conducció són força reduïdes i disposen d'un únic seient centrat i un ampli pupitre de conducció. S'hi pot accedir tant des de l'interior del tren, per una porta batent, com des de l'exterior per dues portes corredisses, amb finestres que es poden obrir. No disposen de climatització independent (fan servir el mateix equip de la sala de viatgers). En la segona meitat dels anys 2010 s'ha començat a substituir els seients per d'altres més moderns amb suspensió pneumàtica i regulació lumbar.
Els tres cotxes de cada UT estan units per acoblaments semi-permanents, i disposen de passadissos d'intercomunicació amples. Als extrems de cada tren hi ha dos enganxalls automàtics del tipus BSI-Compact.
Els bogis són tots idèntics. Estan formats per una estructura en forma d'hac, construïda amb perfils mecano-soldats d'acer. Aquesta estructura subjecta els dos eixos mitjançant caixes de greix i una suspensió primària de ressorts de tipus campana de cautxú-acer. La caixa dels cotxes es recolza sobre els dos bogis amb una travessa balladora (una corona de gir de boles), i aquesta sobre els bogis mitjançant les dues balones pneumàtiques de la suspensió secundària. Cada eix, d'acer forjat amb rodes monobloc, té calat un disc de fre, sobre el que actuen les mordasses del fre pneumàtic. A més, cada roda disposa d'una sabata netejadora, que actua simultàniament al fre, per netejar les superficies de rodolament de les rodes. Els bogis motrius, a més, incorporen dos motors de tracció situats entre els eixos, sorreres, i els situats als extrems del tren, captadors del sistema FAP. Cada bogi motriu pesa 7.188 Kg, i el remolcat, 4.570 Kg.

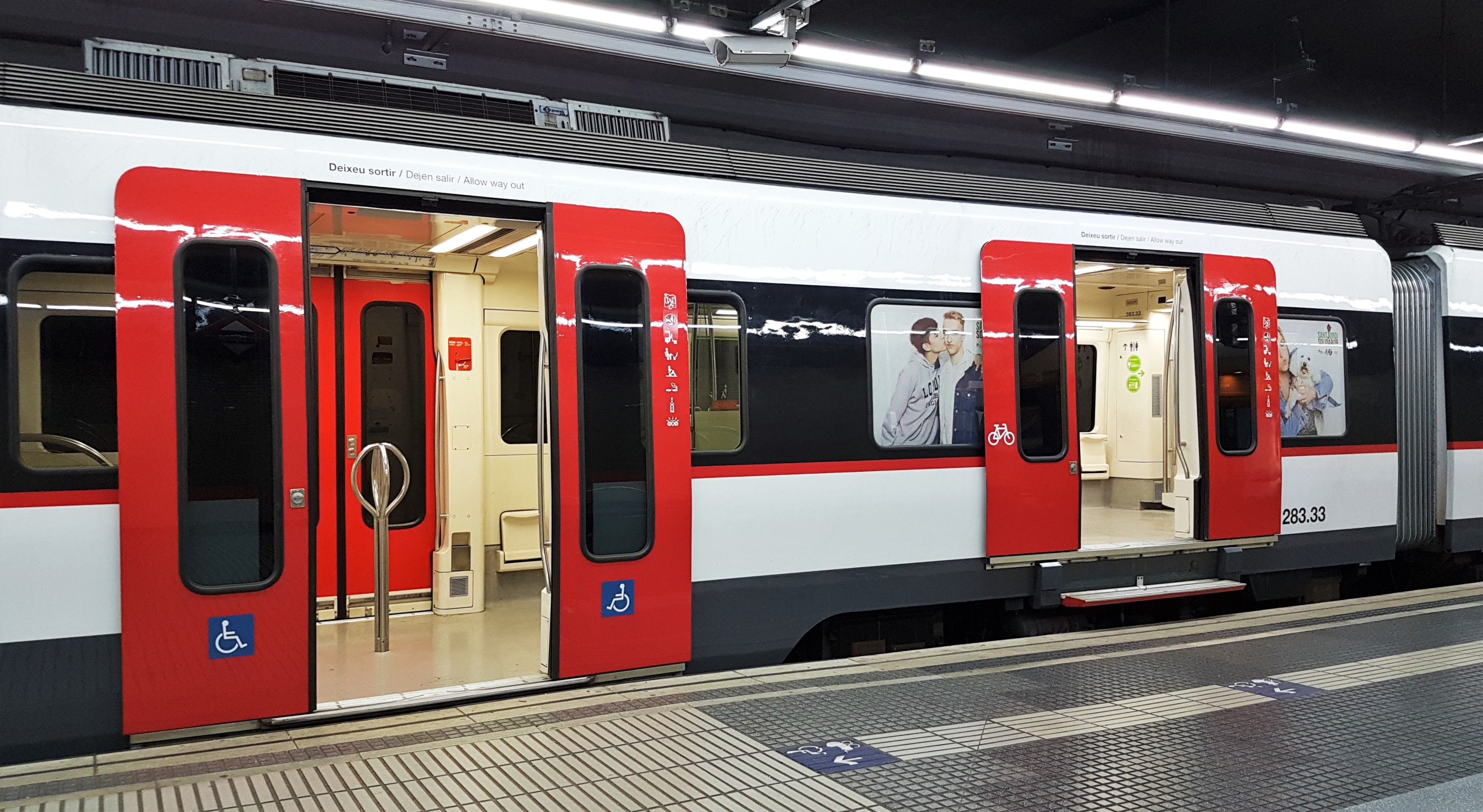
Remolc intermedi 283.33, amb les portes d'accés a diferent alçada respecte de l'andana.
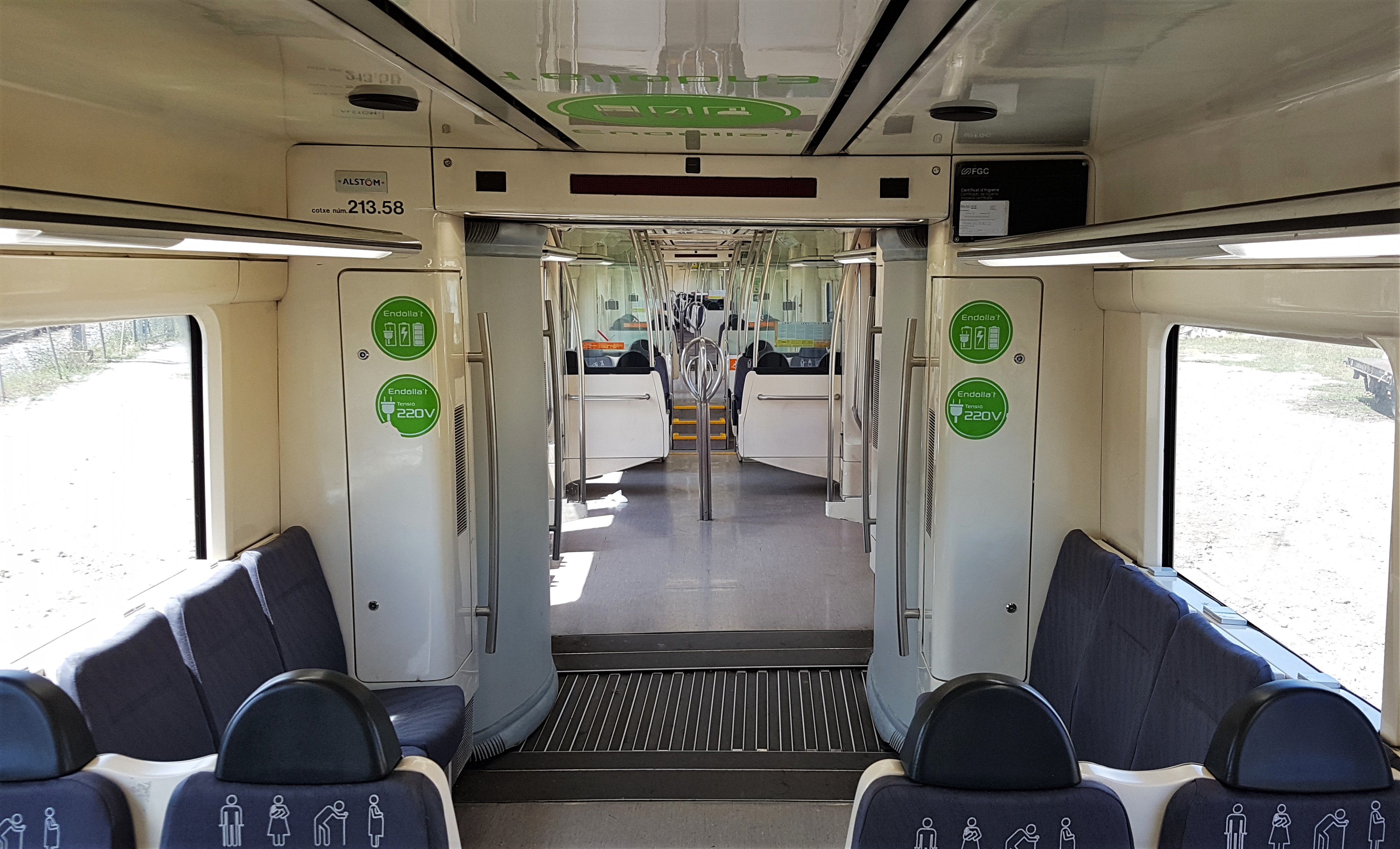
Interior d'una UT 213, vist des del cotxe M2, amb amples passadissos d'intercomunicació.
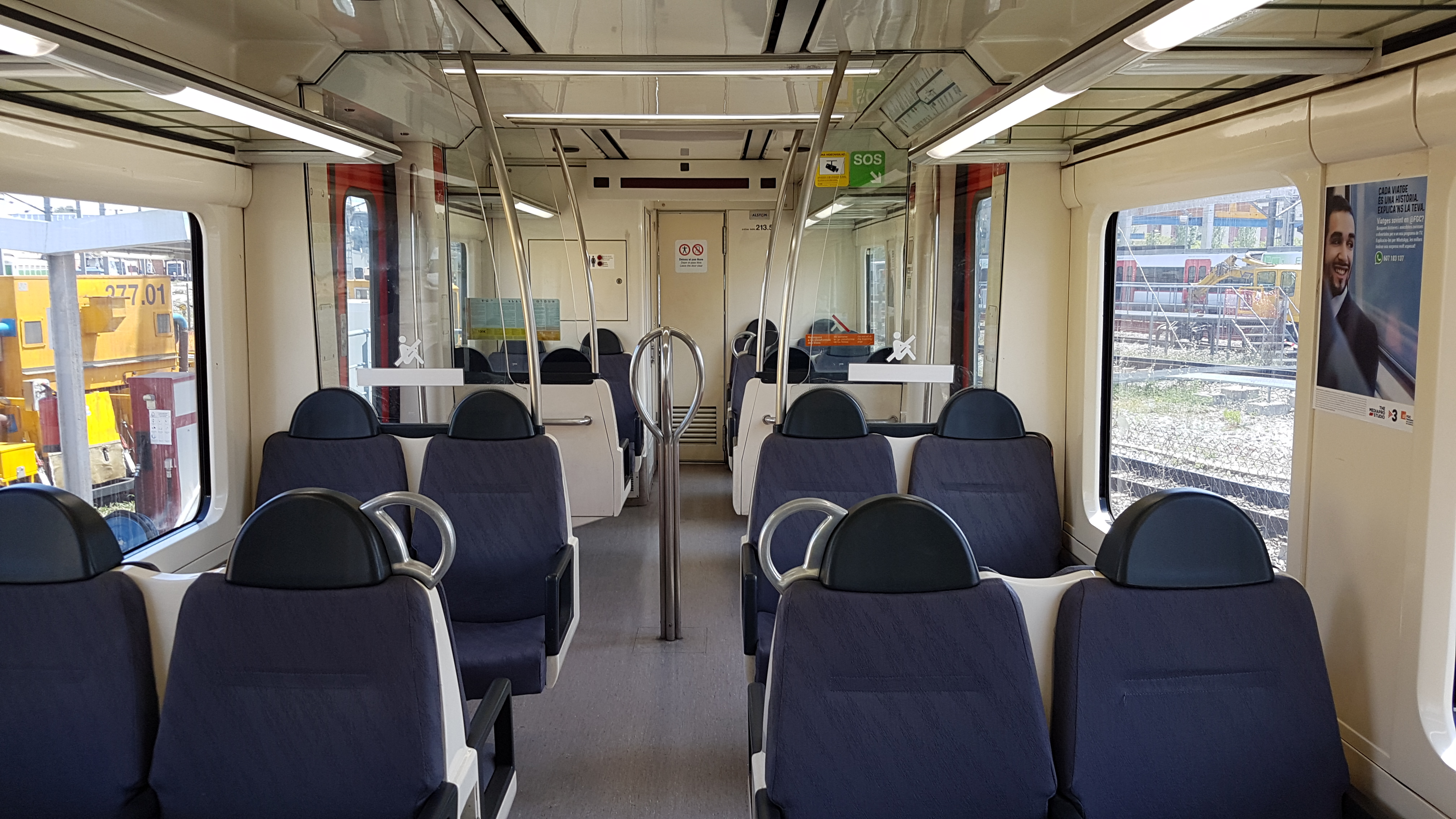
Interior del cotxe M2, amb el WC al fons, a l'esquerra.
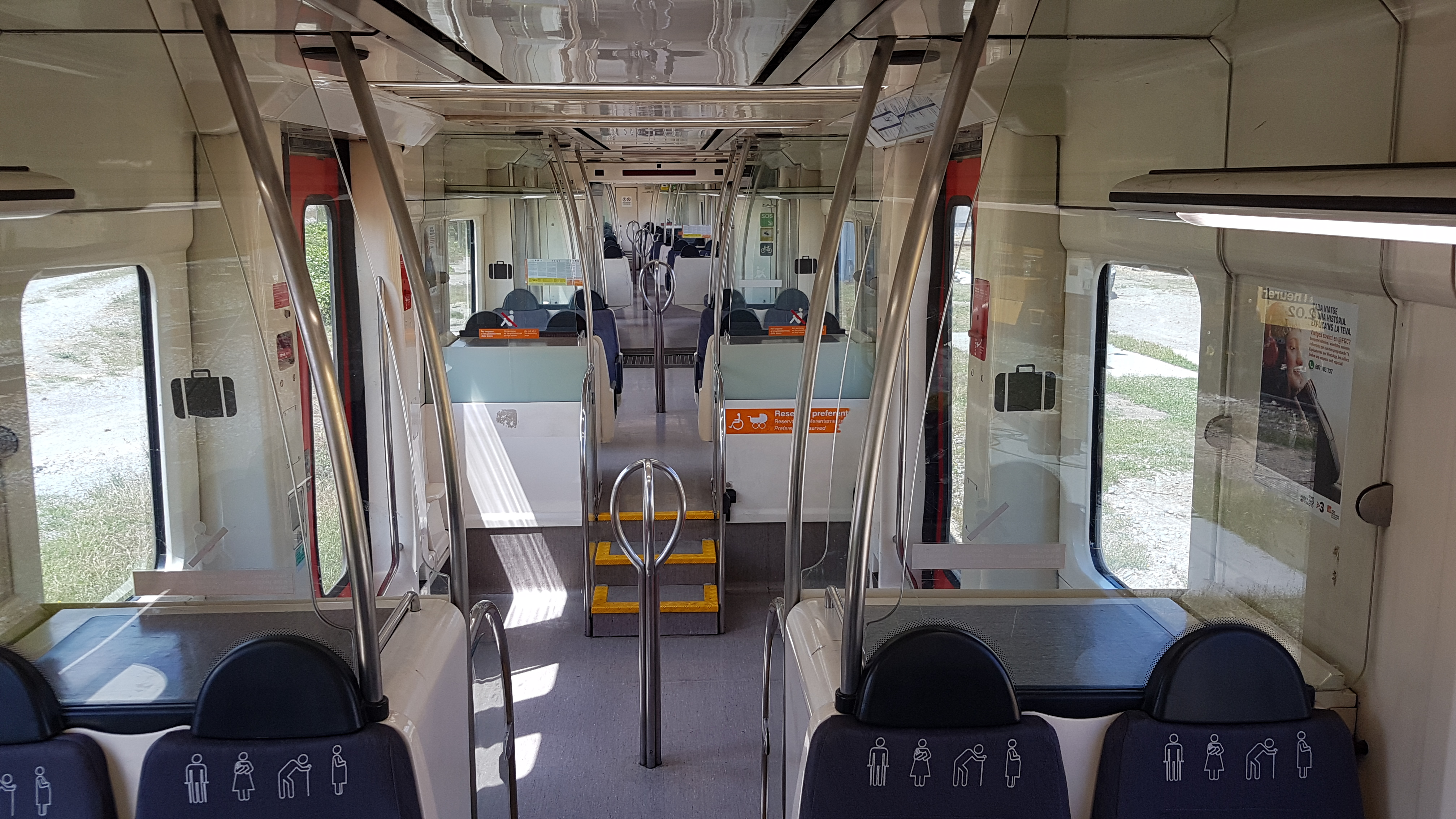
Interior del cotxe Ri, amb la plataforma accessible.
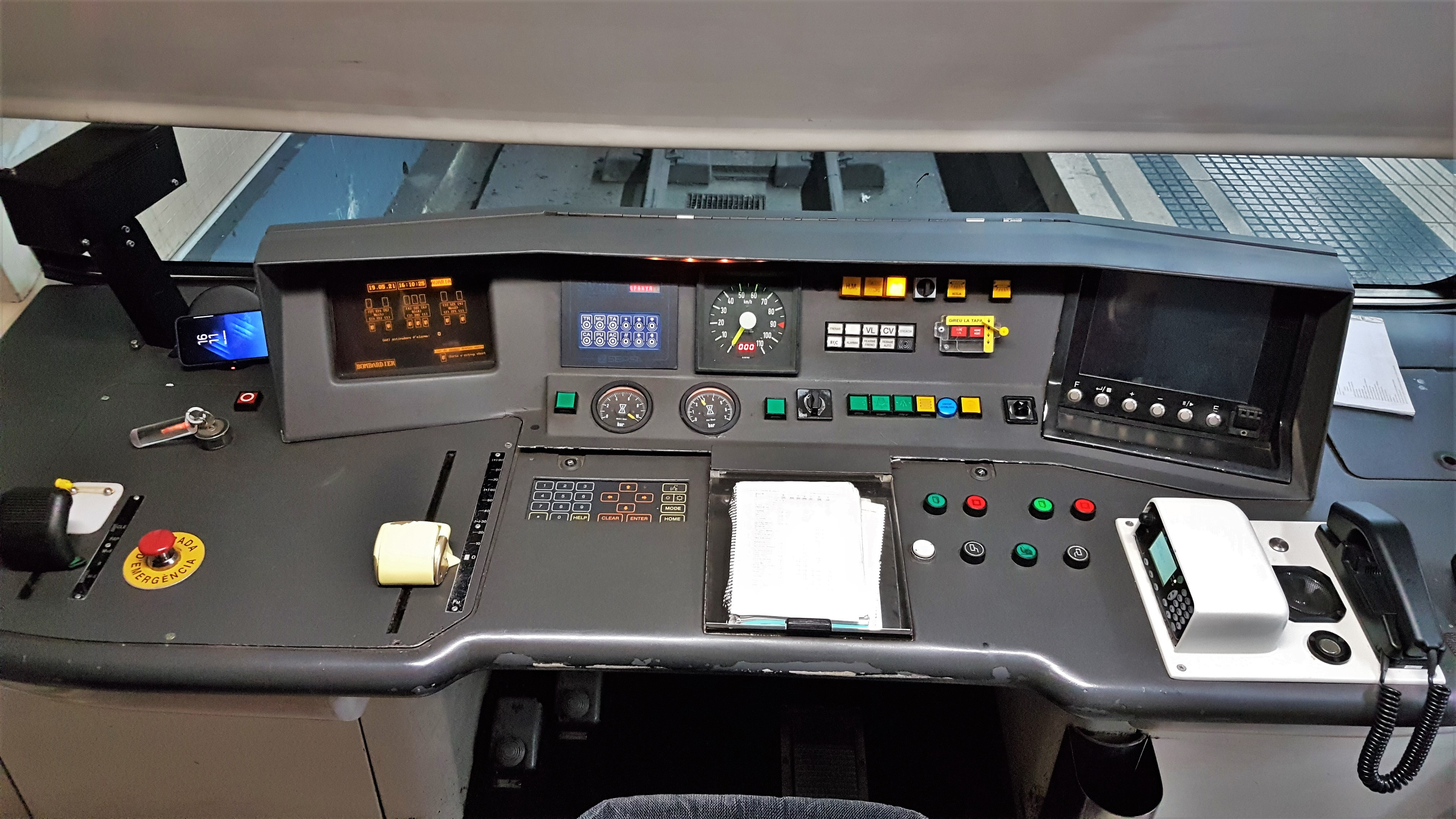
Pupitre de conducció. Situat a la mà esquerra, el manipulador de velocitat prefixada.
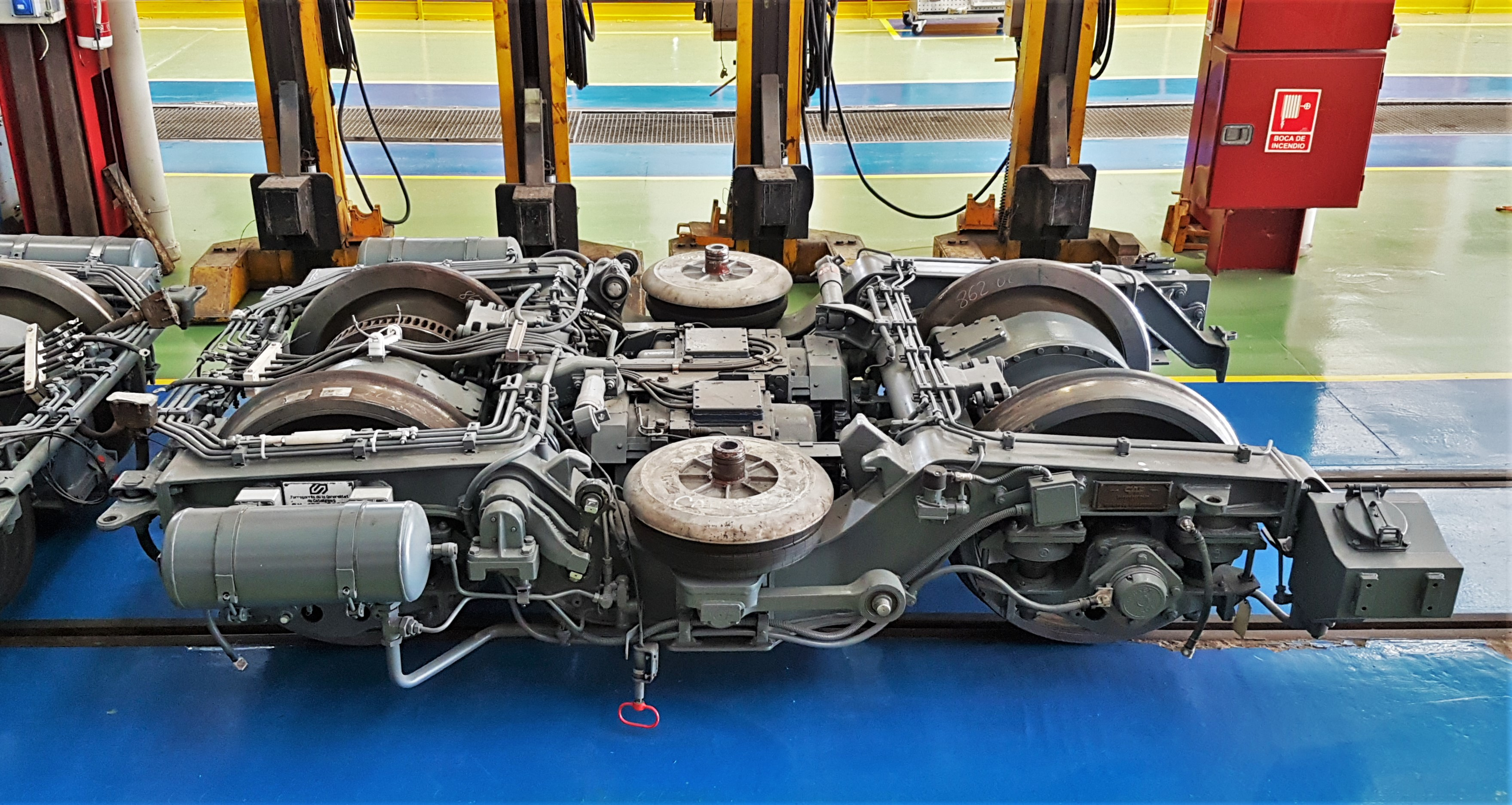
Bogi motriu d'una UT 213.

### Equipament elèctric
Cada cotxe motriu està equipat amb un pantògraf Faiveley AM32-AE, d'accionament elèctric, que capta el corrent elèctric a 1.500 Vcc de la catenària. El del cotxe M1 alimenta elèctricament el seu cotxe, i el del M2 el seu i també el cotxe Ri. En no estar interconnectats entre ells, tots dos han d'estar aixecats durant el funcionament normal de la UT. Després de cada pantògraf hi ha un parallamps, un disjuntor extra-ràpid i un filtre d'entrada.
L'equipament de tracció és idèntic i independent a cada cotxe motriu. Està format per un convertidor de tracció alimentat pels 1.500 Vcc de la catenària. Al circuit intermedi s'eleva al tensió a 1.800 Vcc, que es transforma a l'ondulador en un corrent altern trifàsic, de freqüència i tensió variables (de 0 a 140 Hz i de 0 a 1.170 Vca), per alimentar els motors de tracció. El convertidor es completa amb un chopper de fre, que permet el funcionament dels motors de tracció com a generadors, passant a fer la funció de fre elèctric; aquest chopper retorna el corrent generat durant el frenat a la catenària si hi ha altres consumidors (fre regeneratiu), o el crema a les resistències de fre situades al sostre del cotxe. Tant l'ondulador de tracció com el chopper de fre fan servir tiristors GTO (Gate Turn Off) com a components electrònics de potència, del tipus SG4000 de Toshiba.
Els motors de tracció són del tipus trifàsic asíncron, del model 4 EBA 35420 d'ABB (fabricats després per ADtranz, i més tard per Bombardier). Subministren una potència màxima de 180 kW, amb un consum de 108 per fase i un rendiment nominal del 93%.
Cadascun dels tres cotxes disposa, a més, d'un convertidor auxiliar. Alimentat també pels 1.500 Vcc de la catenària, transforma aquest corrent en d'altres de baixa tensió a 380 Vca/50 Hz i 72 Vcc, per alimentar els serveis auxiliars del tren, com ara els compressors d'aire, la climatització, l'enllumenat, la càrrega de bateries o els circuits de control. Cada convertidor té una potència de 55 kVA. Les bateries són sota el cotxe Ri, i estan formades per 56 elements de níquel-cadmi, amb una capacitat de 55 A/h.

### Sistemes pneumàtics i de fre
Cada UT disposa de dos compressors d'aire, que alimenten el sistema a una pressió d'entre 8 i 10 kg/cm². Aquests compressor són de cargol, accionats per un motor elèctric trifàsic. L'aire comprimit es fa servir pel fre pneumàtic; les sabates netejadores; l'obertura dels estreps i els miralls retrovisors; l'accionament de les botzines; els greixadors de pestanya; i per produir el buit necessari al WC.
El funcionament del fre pneumàtic és controlat elèctricament. Quan l'equip de control del tren demana l'accionament del fre, aquest dona una ordre a les electrovàlvules, que deixen passar l'aire a pressió dels dipòsits principals cap als cilindres de fre, amb el valor adient per fer l'esforç de fre demanat (pressió màxima de 2 kg/cm²). Un altre electrovàlvula independent acciona el fre d'urgència, sigui per la ordre donada pel maquinista, o per algun dels sistemes de seguretat (pressió màxima de 3 kg/cm²). A cada bogi, un dels cilindres de fre està equipat amb fre d'estacionament per molla acumuladora, que actua davant la manca de pressió d'aire i garanteix la immobilitat del tren.

### Equipament de control
El control del funcionament del tren és informàtic, fent servir el sistema MICAS S2 desenvolupat per ABB. L'arquitectura del sistema és esglaonada: cada equip de cada cotxe és controlat per un microprocessador, que envia els resultats a un altre microprocessador de nivell superior que controla un grup d'equips. Aquest processa les dades i les envia a un altre microprocessador de nivell superior, i així successivament, fins a arribar a l'ordinador central de cada cotxe, conegut amb les sigles FLG (de la denominació en alemany Fahrzeugleitgerät, "aparell de control del vehicle"). Durant la conducció del tren, l'FLG del cotxe des d'on es condueix fa la funció d'ordinador mestre de tot el tren, mentre que els altres FLG queden supeditats a les seves ordres; quan s'acoblen dues unitats en comandament múltiple, l'ordinador mestre controla el funcionament de totes dues unitats. Les comunicacions entre els diferents microprocessadors es fa mitjançant cablejat convencional, tot i que en alguns casos es fan servir connexions de fibra òptica.
La conducció del tren es fa amb un únic comandament, conegut com a manipulador, pel sistema de velocitat prefixada. A partir d'una posició "zero" (enclavada amb el comandament d'inversió de marxa i la clau d'habilitació del pupitre de conducció), permet triar la velocitat a la que el maquinista vol que circuli el tren; l'equipament informàtic de control dona les ordres necessàries perquè els motors de tracció facin el seu esforç, es comportin com a fre elèctric o accionin el fre pneumàtic, per tal d'assolir i mantenir constant la velocitat triada, independentment de la càrrega del tren o del perfil de la via. Per frenar el tren i aturar-se a una estació, el maquinista va reduint l'ordre de velocitat prefixada fins que arriba de nou a "zero". Aquest sistema de conducció, molt inhabitual en qualsevol mena de tren, no permet variar ni l'esforç de tracció ni el de fre (el maquinista no pot controlar amb suavitat l'acceleració o la frenada), motiu pel qual el comfort de marxa dels trens és molt deficient (amb el pas del temps s'ha reprogramat per intentar fer-ho més suau, ja que en un inici les acceleracions i frenades eren tan brusques que els viatgers arribaven a vomitar). Per la pròpia arquitectura del sistema de control, aquestes brusquedats són encara més acusades quan circulen dues UT acoblades en comandament múltiple, car cada cotxe motor accelera o frena de manera independent per mantenir la velocitat segons la demanada.

### Equipaments de seguretat
Les UT 213 estan equipades amb diversos sistemes de seguretat:
- Sistema d'home mort, que atura el tren quan el maquinista queda indisposat.
- Sistema FAP (Frenat Automàtic Puntual, derivat de l'ASFA de Renfe), que controla el compliment de les indicacions dels senyals per part del maquinista.
- Llaç de portes, que impedeix la circulació del tren amb alguna porta de viatgers no tancada i enclavada.
- Mínima pressió d'aire, que impedeix la marxa del tren i el bloqueja en cas de pressió d'aire insuficient per frenar.
- Aparells d'alarma pels viatgers que, quan ho necessitin, poden accionar per posar-se en comunicació amb el maquinista, però no aturen el tren, deixant al maquinista la decisió d'aturar-lo o no en funció de la incidència i lloc on passa, i així evitar mals majors.

### Prestacions i operació
La potència màxima d'una UT és de 1.440 kW, i la velocitat màxima és de 90 km/h. L'esforç de tracció a l'arrencada és de 210 kN, i l'acceleració màxima d'1,05 m/s² entre 0 i 38 km/h, sent a partir d'aquesta velocitat de 0,60 m/s² de mitjana fins a la velocitat màxima. La desacceleració de servei és de 0,70 m/s², i la d'urgència d'1,2 m/s². Els trens estan dissenyats per superar rampes màximes de 44 mil·lèsimes, molt per sobre de les màximes de les línies per les que circulen. En cas d'avaria d'un dels dos cotxes motrius, una UT pot circular amb l'altre que funciona i és capaç igualment d'assolir la velocitat màxima, però amb acceleracions i desacceleracions inferiors.
Les UT 213 es poden acoblar entre si en comandament múltiple amb un màxim de dues unitats. Aquesta limitació ve motivada per la longitud de les andanes, que no permet fer trens més llargs; però tècnicament és possible acoblar-ne, almenys, tres. En cas d'avaria, es poden remolcar amb una altra UT de la mateixa sèrie o amb una locomotora dièsel de la sèrie 254, amb uns enganxalls especials de transició que subministren la locomotora amb aire comprimit i tensió de bateries. En el passat també van ser remolcades per UT de la sèrie 211, ja que els enganxalls eren els mateixos.

## Imatge, numeració i curiositats

### Imatge i noms

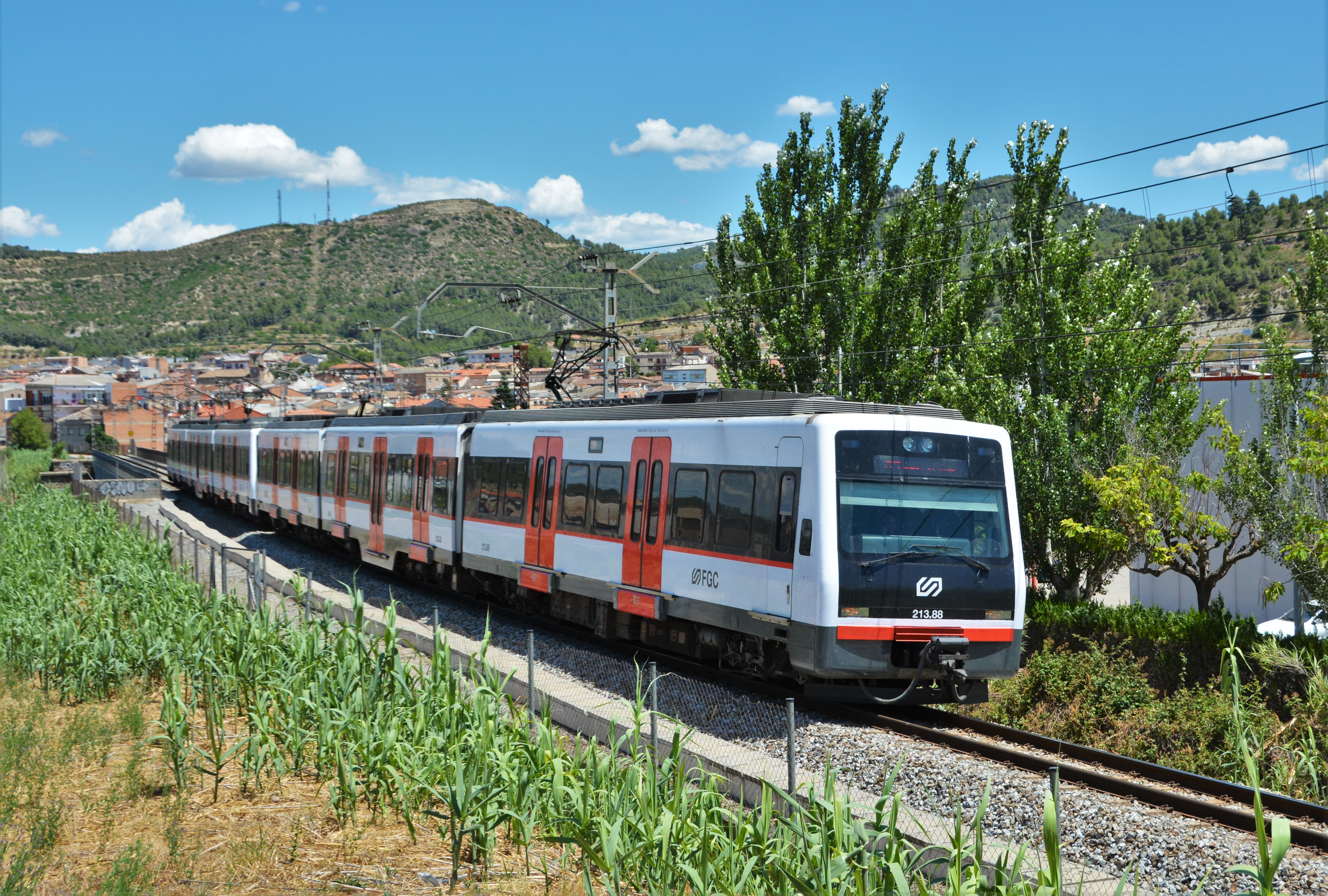
Dues UT 213 amb la nova imatge, al seu pas per Sant Vicenç de Castellet camí de Barcelona.

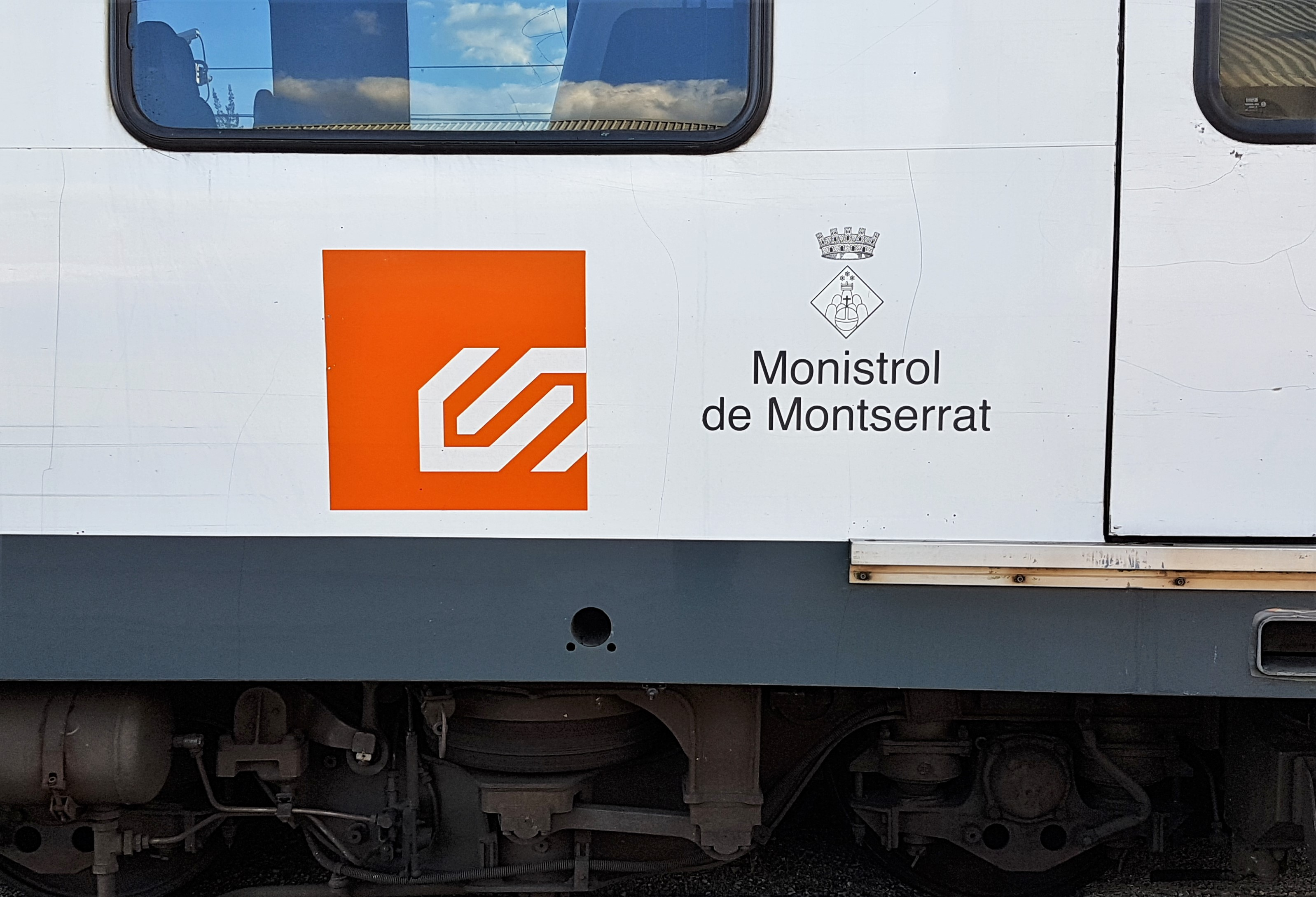
Nom de bateig de la UT 213.20

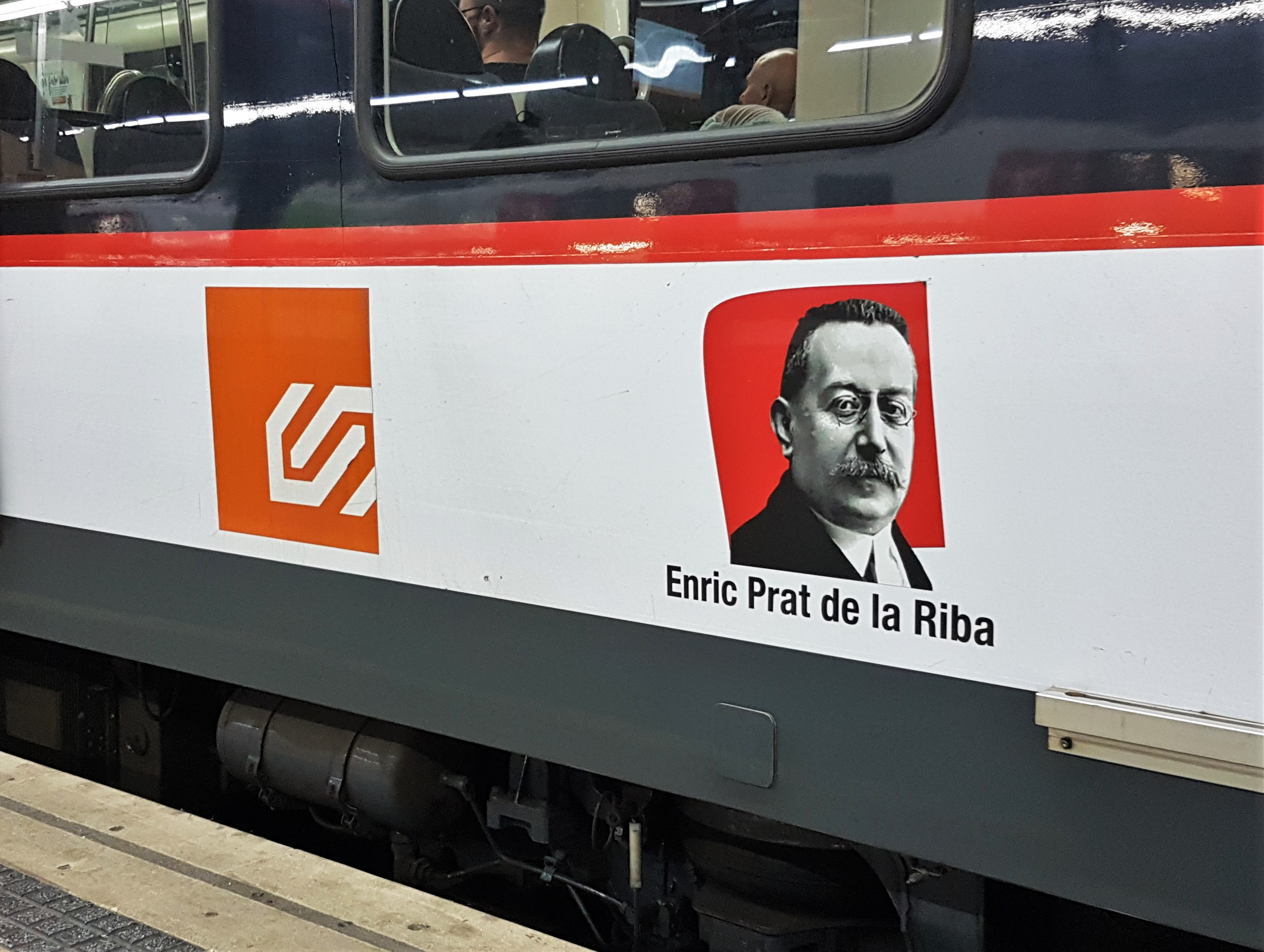
Nom de bateig de la UT 213.26

Originalment, les 42 UT estaven pintades de color blanc, amb les portes i part inferior de les testeres de color taronja-vermell, i els baixos i sostre de color gris. A l'interior, les parets i sostre eren de color blanc, i els seients estaven entapissats amb tela de color granat (els reservats a persones amb necessitats especials, de color blau). L'any 2015 va començar un procés de modernització de la imatge exterior i interior dels trens: es van modificar lleugerament els colors, es va afegir una franja negra a l'alçada de les finestres amb una estreta línia vermella a sota i les testeres van passar a ser negres. Interiorment, els seients es van entapissar amb tela grisa, i en alguns trens es van canviar els recobriments interiors per d'altres de color blanc. La imatge exterior original era pintada, mentre que la nova imatge es fa mitjançant el recobriment complet de les caixes dels trens amb vinils adhesius. El canvi d'imatge es va fer lentament, i no va ser fins als mesos de juliol i agost de 2020 que les tres darreres UT no el van rebre (213.09, 15 i 20).
Al llarg dels anys, diverses UT de la sèrie han estat batejades amb noms propis. Les vint primeres ho foren d'origen, amb els noms d'algunes de les localitats per les que circulen. Els noms d'aquestes UT són:
| UT     | Nom                     | UT     | Nom                      | UT     | Nom                      | UT     | Nom                     |
| ------ | ----------------------- | ------ | ------------------------ | ------ | ------------------------ | ------ | ----------------------- |
| 213.01 | Igualada                | 213.06 | Castellbell i El Vilar   | 213.11 | Martorell                | 213.16 | Masquefa                |
| 213.02 | Manresa                 | 213.07 | Vilanova del Camí        | 213.12 | Pallejà                  | 213.17 | Olesa de Montserrat     |
| 213.03 | Capellades              | 213.08 | Sant Vicenç dels Horts   | 213.13 | Sant Esteve Sesrovires   | 213.18 | Abrera                  |
| 213.04 | Piera                   | 213.09 | Sant Vicenç de Castellet | 213.14 | Sant Boi de Llobregat    | 213.19 | La Pobla de Claramunt   |
| 213.05 | Sant Andreu de la Barca | 213.10 | Vallbona d'Anoia         | 213.15 | Santa Coloma de Cervelló | 213.20 | Monistrol de Montserrat |

Amb el canvi d'imatge començat l'any 2015, aquestes vint primeres UT han conservat els seus noms, i posteriorment s'han batejat d'altres amb noms de personatges il·lustres de la societat catalana i valenciana: 
| UT     | Nom                                                     | Data          |
| ------ | ------------------------------------------------------- | ------------- |
| 213.22 | Josep Carner (poeta, periodista, dramaturg i traductor) | juliol 2020   |
| 213.23 | Joan Perucho (novel·lista, poeta i crític d'art)        | juliol 2020   |
| 213.25 | Joanot Martorell (escriptor valencià)                   | abril 2018    |
| 213.26 | Enric Prat de la Riba (advocat, periodista i polític)   | setembre 2016 |
| 213.28 | Dolors Monserdà (escriptora)                            | abril 2019    |
| 213.31 | Joan Cererols (músic, compositor i monjo benedictí)     | juliol 2016   |
| 213.33 | Joan Brossa (poeta, dramaturg i artista plàstic)        | abril 2019    |
| 213.37 | Joan Salvat-Papasseit (escriptor)                       | abril 2024    |
| 213.41 | Montserrat Vayreda i Trullol (poeta i escriptora)       | abril 2024    |

### Numeració
Cada cotxe de cada unitat de tren té un número propi:
- Els cotxes M1 del 213.01 al 213.42.
- Els cotxes Ri del 283.01 al 283.42.
- Els cotxes M2 del 213.51 al 213.92.

Cada UT està formada pels tres cotxes del mateix ordinal, de manera que la primera està formada pels cotxes 231.01 + 283.01 + 213.51... i així successivament fins a la 213.42 + 283.42 + 213.92. De manera genèrica, cada UT s'identifica amb el número del cotxe M1, de manera que, per exemple, la darrera UT és la 213.42.

### Curiositats[calcitació]
- Quan va ser entregat pel fabricant, el remolc intermedi de la UT 213.06 (número 283.06) es va estar uns mesos a l'Estació de França de Barcelona, a l'exposició commemorativa del 150 aniversari del ferrocarril a Espanya. En acabar, es va transportar a Martorell, on va ser acoblat a la resta de la composició.
- Des del principi es va preveure la circulació en comandament múltiple amb les UT de la sèrie 211, motiu pel qual incorporen diversos comandaments a les cabines de conducció. Malgrat que es van modificar les UT 211, i que es van fer diverses proves, aquests acoblaments no es van realitzar mai en servei públic.
- Les UT de la sèrie 213 estan autoritzades a circular per la línia del Cremallera de Montserrat, només entre les estacions de Monistrol de Montserrat i Monistrol Vila (el tram sense cremallera). Aquest tram està dotat de balises FAP per protegir aquestes circulacions. La possibilitat només s'ha fet servir en comptades ocasions, per fer llançadores entre les dues estacions per manca de material al cremallera, o per algun tren directe especial fins a Monistrol Vila.
- Als mesos d'hivern fins a l'any 2018, els dies amb previsió de fortes gelades nocturnes, dues UT s'equipaven amb un suplement gratador al pantògraf del cotxe motor 1, i circulaven sempre amb els primers trens que anaven des de Martorell Enllaç fins a Manresa i Igualada, per tal de netejar el gel dipositat al fil de contacte de la catenària. En cas contrari, les espurnes entre la catenària i els pantògrafs podien desconnectar els equips de tracció.
- La unitat 213.09 va quedar fora de servei l'any 2018 per una avaria. Posteriorment es van desmuntar molts elements, que es van fer servir com a recanvis per la resta de trens, fins que se'n va començar la reconstrucció durant el segon semestre de 2021, tornant a posar-se en servei el desembre del mateix any.